# 演奏会用アレグロ (エルガー)
演奏会用アレグロ（Concert Allegro） Op. 46は、エドワード・エルガーが1901年に作曲したピアノ独奏曲。ピアニストのファニー・デイヴィスの要望を受けて書かれた、エルガー唯一の演奏会用ピアノ作品である。
演奏時間は約10分。調性はハ長調。

## 概要
エルガーはピアノという楽器をさほど好んでいなかった。レパートリーに新しい曲を加えたいというファニー・デイヴィスからの繰り返しの懇願に応え、デュッセルドルフにおけるオラトリオ『ゲロンティアスの夢』の初演準備に忙しい最中、彼はしぶしぶ作曲を行うことになった。曲は書きはじめから一気に書き上げられ、事実、楽曲には性急な作曲の跡がいくつか残されている。作曲途中でエルガーはデイヴィスに助言を仰いでおり、彼女は「謹んで、F.D.」という署名とともに数多くの改善提案を行った。エルガーはこれらのアイデアの大半を採用した。完成された曲は彼女に献呈されている。
デイヴィスは1901年12月2日、ロンドンのセント・ジェームズ・ホールにおいて催された「パーセルからエルガーへ」と題した演奏会で曲を初演した。タイムズ紙の批評家は曲を「バッハとリストの結婚のようである」と評している。初演については「説得力がなく胡散臭い」ものだったとされており、ある記者はデイヴィスが作品に「致命傷を与えた」と述べた。
デイヴィスの演奏や作品自体に向けられたこうした批評を受け、エルガーは曲の改訂を決意し、繰り返しをいくつか削除することで全体を縮小させた。また、曲をピアノ協奏曲へと改作する案も戯れに検討されたものの、この構想が実現することはなかった。彼は1913年にもピアノ協奏曲の作曲に取り掛かるが、本作品とは無関係の題材によるものである。この協奏曲も未完成に終わり、他者の手でまとめられてOp.90を与えられている。
デイヴィスは1906年までにオリジナル版をさらに幾度か演奏している。エルガーの改訂作業は完了に至ることなく、楽譜も散逸してしまった。これ以上作品に取り組む意欲を失い、放り出してしまったのかもしれない。1942年にタイムズ紙の音楽評論家は、楽譜の簡単な写しを目にしたことがあると証言している.。1942年以前にも作曲家兼指揮者のアンソニー・バーナードは曲のピアノと管弦楽用への編曲を依頼されたが、これを行わないことにした。第二次世界大戦の戦火によってバーナードの研究は焼失し、また多くの書類が失われており、『演奏会用アレグロ』の楽譜もそれらと運命を共にしたものと思われていた。しかしながら、1963年のバーナードの死後、未亡人が夫の書類の中から草稿を見つけ出している。
曲には多くの取り消しと追加が行われており、さらに大量の修正が施されている。演奏可能な版はジョン・オグドンとダイアナ・マクヴェイによってもたらされた。オグドンは1969年2月2日にイギリスのテレビ放送で復刻版の初演を行った。さらに彼は曲の録音を行い、その後は自らの演奏レパートリーに取り入れていた。この版はこれまでに他の多くのピアニストが録音を行っている。
エルガーが当初意図していた繰り返しを全て含む原典版は、デイヴィッド・オーウェン・ノリスが再現して演奏している。また、イアイン・ファーリントンが曲をピアノと管弦楽用に編曲している。
『演奏会用アレグロ』の作品番号には混乱が見られ、出典次第でOp.41またはOp.46のいずれの番号が用いられることもある。エルガー自身の自筆譜にはOp.41と記されているが、当時Op.46は『フォルスタッフ』と名付けられた演奏会用序曲のために空けていた。この作品は日の目を見ることはなかったが、1913年になって交響的習作『フォルスタッフ』として発表されることになり、Op.68という番号と共に出版された。一方でOp.41にはアーサー・クリストファー・ベンソンの詩による2つの歌曲が割り当てられた。以上の経緯から、『演奏会用アレグロ』はエルガーの生前には出版されなかったにもかかわらず、作品番号としてOp.46を与えられることになったのである。